# يو إف سي ليلة القتال: ستريكلاند ضد إيمافوف
يو إف سي ليلة القتال: ستريكلاند ضد إيمافوف (بالإنجليزية: Onslaught)‏ هو حدث لفنون القتال المختلطة نظمته يو إف سي، أُقيم في 14 يناير 2023، على يو إف سي أبيكس في لاس فيغاس، نيفادا، الولايات المتحدة.